# Heilige Magdalenakerk (Brugge)

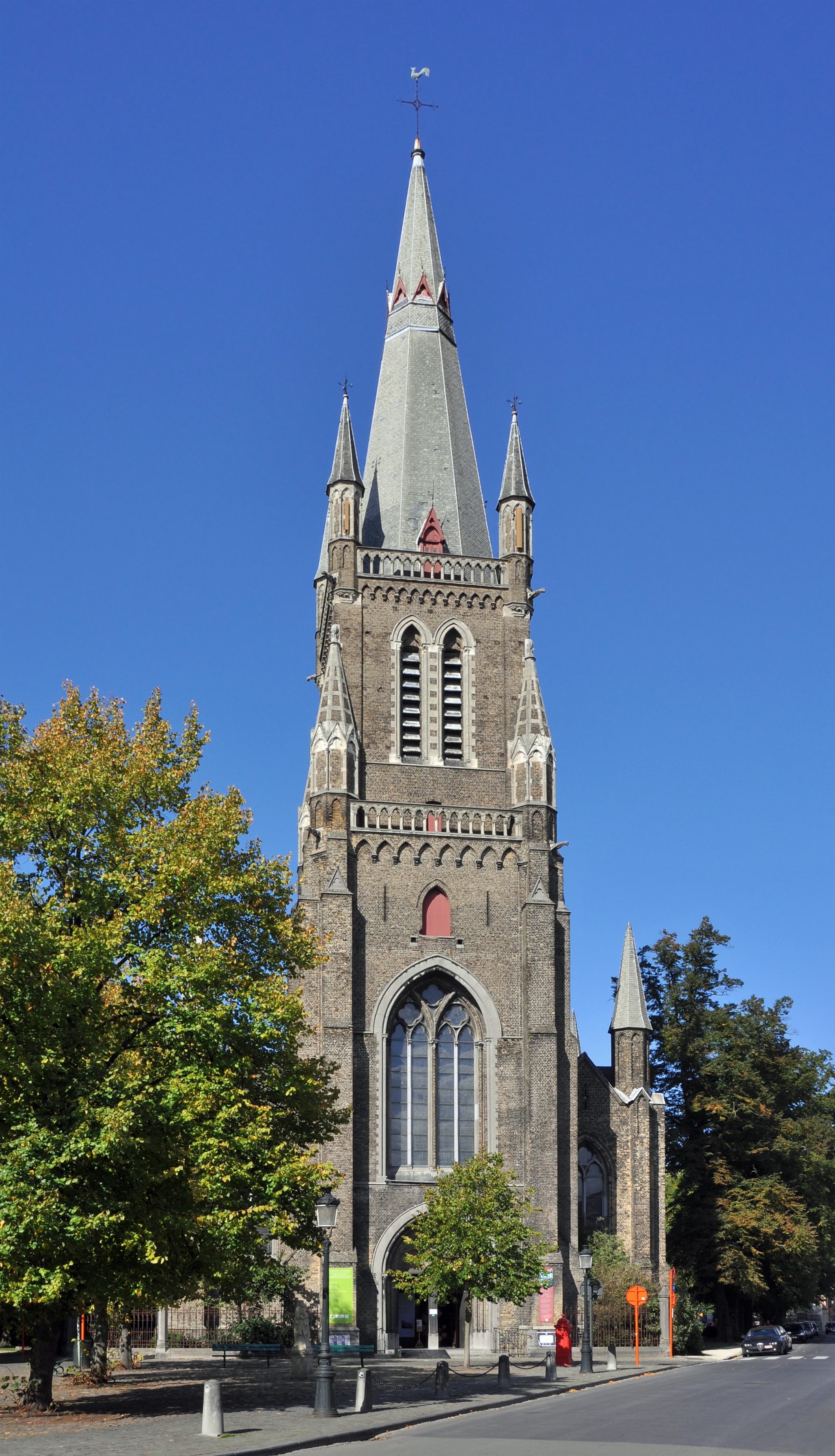
De Heilige Maria Magdalenakerk in Brugge

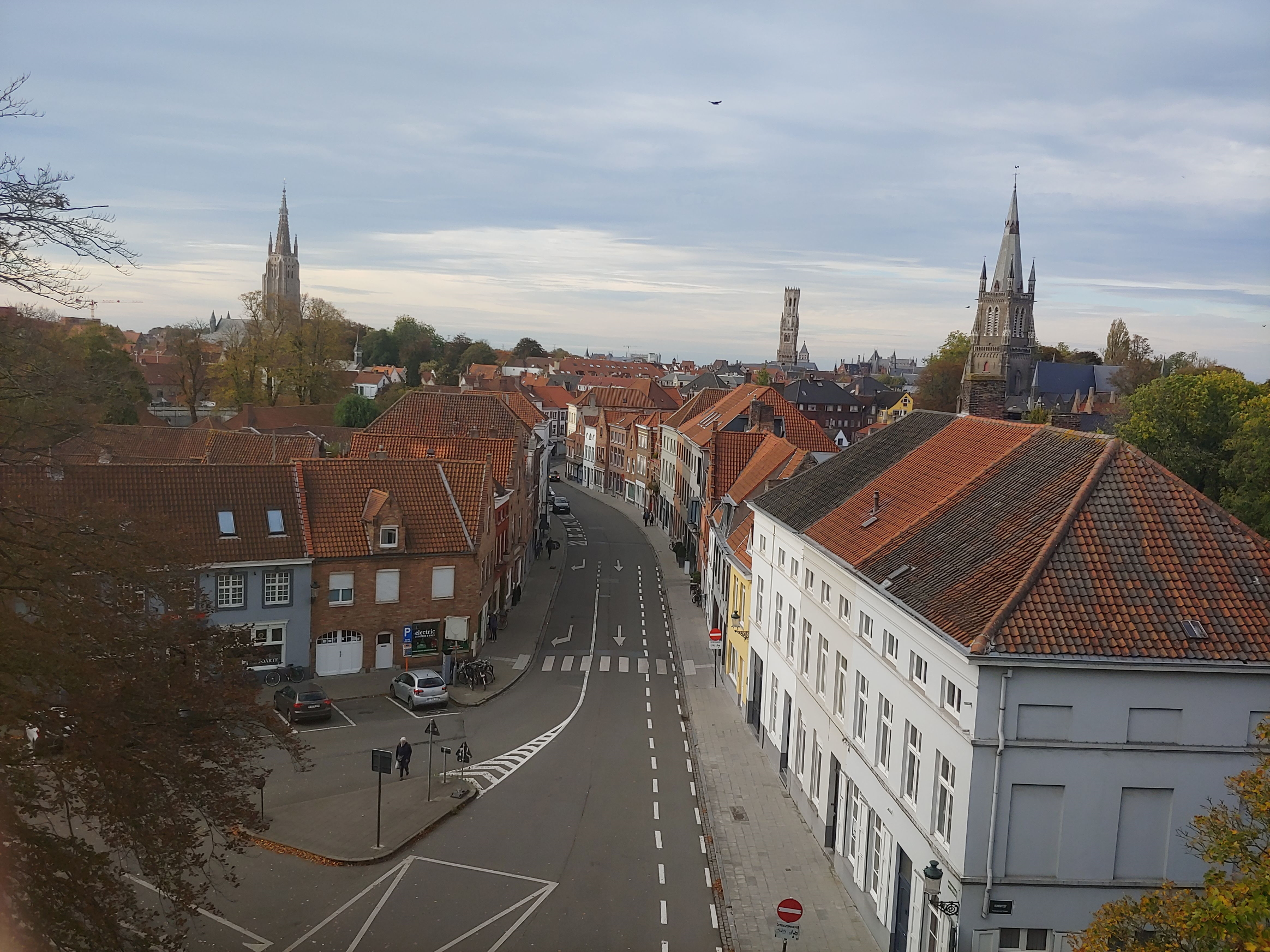
Gentpoortstraat met rechts de Magdalenakerk, gezien van boven de Gentpoort

De Heilige Magdalenakerk is een negentiende-eeuwse parochiekerk in Brugge.

## Geschiedenis
In 1270-1272 werd de Katelijnekerk of Sint-Catharinakerk opgericht, ten behoeve van een parochie die zich zowel binnen als buiten de omwalling van 1297 uitstrekte. De kerk bevond zich net buiten de stadsomwalling en werd in 1578 tijdens de periode van godsdienstroebelen om strategische redenen gesloopt.
Van dat jaar tot in de negentiende eeuw moest de parochie zich behelpen met noodkerken. Laatste in de rij was de kapel van het Magdalenagasthuis op de Garenmarkt (1804-1853).
In 1801 werd de parochie gesplitst. Het buitenstedelijk deel werd in 1801 bij de parochie Onze-Lieve-Vrouw van Ver-Assebroek gevoegd. Het binnenstedelijk deel heette voortaan Magdalenaparochie.
In 1850 kocht de stad Brugge het 'Recollettenhof' aan, de tuin van het verdwenen klooster van de minderbroeders, die toen eigendom was van de congregatie van redemptoristen. De Magdalenawijk was in volle woonuitbreiding en in het zuidelijk deel van de tuin werd door de stad een perceel afgestaan aan de kerkfabriek van de Magdalenaparochie, teneinde er een nieuwe kerk te bouwen.
Op basis van een voorontwerp in Tudorstijl door provinciaal architect Pierre Buyck, werd het ontwerp toevertrouwd aan de Engelse architect Thomas Harper King die het in neogotische stijl herwerkte. Dit gaf aanleiding tot heel wat discussies en zelfs tot hevige polemieken onder aanhangers van uiteenlopende uitingen van de neogotiek. Na het vertrek van Harper King naar Engeland, nam de Brugse architect Antoine Verbeke zijn opvolging. De bouw werd aangevat in 1851 en grotendeels voltooid in 1853, met uitzondering van de toren die in 1856 voltooid werd.

## Aankleding
De aankleding van de kerk beantwoordde volledig aan zijn neogotische architectuur en werd beschreven als een uniek neogotisch 'Gesamtkunstwerk' van architectuur, meubilair, decoratie en kleurgebruik.
- De voornaamste delen van het meubilair werden ontworpen door architect Antoine Verbeke: triomfkruis boven het hoogkoor, het hoofdaltaar, de zijaltaren, de communiebank, de twee koorstoelen, de vier biechtstoelen, de preekstoel, de orgelkasten.
- De muren werden in neogotische kleurrijke motieven beschilderd, zoals in de Heilig Bloedkapel.
- De voornaamste brandglazen boven het hoofdaltaar, waren van de hand van Samuel Coucke (1862). Daarnaast waren er brandglazen van Henri Dobbelaere of van zijn zoon Jules Dobbelaere, Louis Grossé-de Herde en M. Vincent.
- Het orgel, geplaatst op het doksaal achteraan de kerk, werd in 1873 geleverd door de orgelbouwer Schyven en werd vanaf 1925 elektrisch aangedreven. In 1985 werd het door Loncke Orgelbouw gerestaureerd en in het hoogkoor geplaatst, waar ooit het hoofdaltaar stond. Na enkele jaren werd het naar de rechterabsis verplaatst.
- De kerk kreeg vier klokken in staal, gegoten in Bochum (Westfalen).

## Afbraakwerken medio 20ste eeuw
Pastoor Sylveer Verhamme besliste in de jaren 1950 tot grondige wijzigingen aan de kerk. Alle muren, met inbegrip van de veertien taferelen van de gepolychromeerde kruisweg en de heiligenbeelden, werden in een eenvormige crèmekleur overschilderd. De brandglazen in de zijbeuken werden verwijderd en vervangen door wit glas. De preekstoel werd onthoofd. Dit alles realiseerde de beoogde klaarheid niet, die hoofdzakelijk te wijten was aan de dichte bomengroei rond de kerk.
De volgende pastoor, Dries De Ketelaere, verkeerd geïnspireerd door de conclusies van het Tweede Vaticaans Concilie, liet bulldozers aanrukken die het hoofdaltaar, de zijaltaren en de apostelbeelden in het koor verbrijzelden. De koperen luchters en de godslamp werden verwijderd.
In de volgende jaren werd de afbraak slechts in minieme mate hersteld. De staties van de kruisweg werden gerestaureerd en in harmonische kleuren herschilderd door Paul De Wispelaere en Nico Inslegers.

## YOT
De vereniging YOT ontstond in 2002 in de Heilige Magdalenakerk en de erbij horende pastorie. Ze noemt zich een laboratorium voor levensbeschouwing en stelt klassieke opdelingen in vraag, zoals die tussen gelovigen en niet-gelovigen.
Ze werkt rond essentiële thema's zoals de zin van het leven, het omgaan met lijden en dood, het geluk en de vooruitgang.
De kerk blijft erkend als toegewijd aan de katholieke eredienst, met een kerkfabriek en gemeentelijke toelage voor het eventueel tekort op het jaarbudget. Daarnaast staat ze open voor uiteenlopende groepen en gezindten, die gericht zijn op "ontmoeting, zingeving en verbondenheid".